# Rhagiini
Los ragiínos (Rhagiini) son una tribu de coleópteros crisomeloideos de la familia Cerambycidae.

## Géneros
Hay más de 40 géneros de distribución mundial:
- Acmaeops - Akimerus - Brachyta - Cortodera - Dinoptera - Encyclops - Enoploderes - Evodinellus - Evodinus - Fallacia - Gaurotes - Gaurotina - Gnathacmaeops - Grammoptera - Lemula - Macropidonia - Oxymirus - Pachyta - Pachytella - Pidonia - Pseudogaurotina - Pseudosieversia - Rhagium _ Rhamnusium - Sivana - Stenocorus - Toxotinus - Xenophyrama[2]

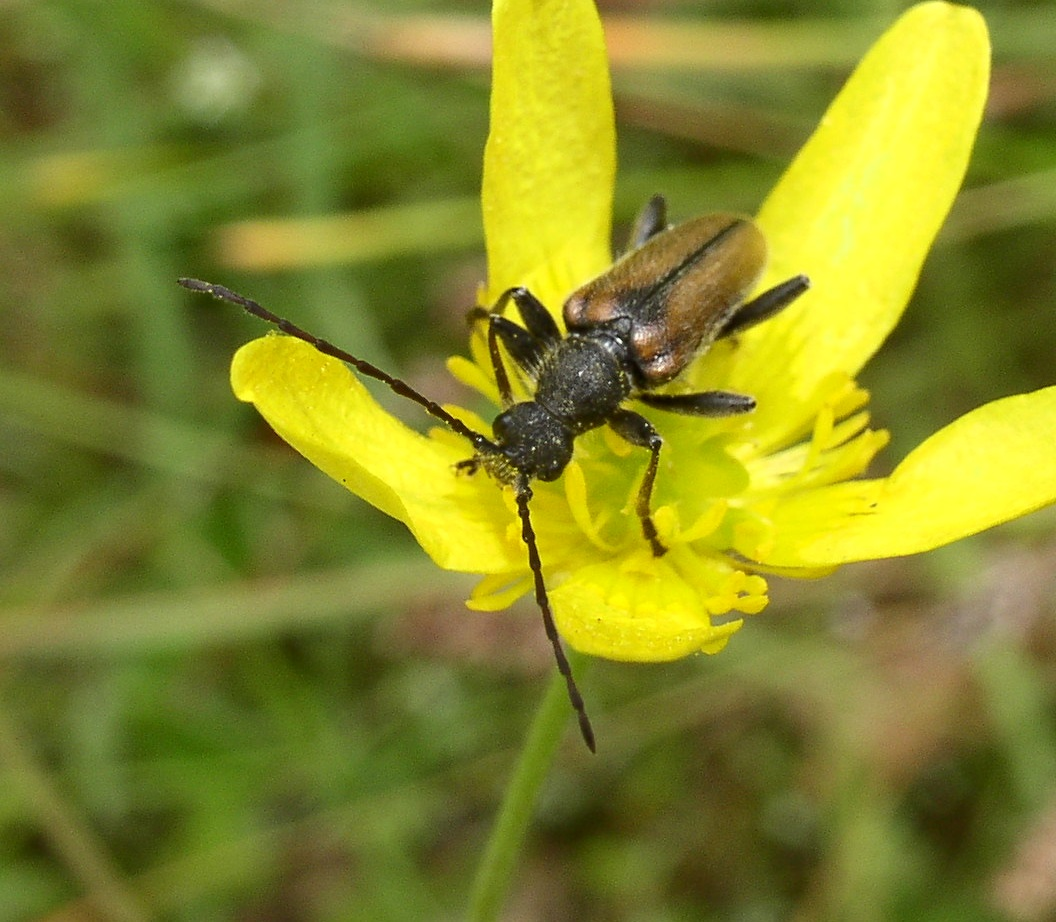
Cortodera